# Scardamia decolor
Scardamia decolor là một loài bướm đêm trong họ Geometridae.